# BRIT Awards 2016
Die BRIT Awards 2016 wurden am 24. Februar 2016 in der Londoner O2 Arena verliehen. Die Moderation übernahm das britische Moderatoren-Duo Ant & Dec.
Erfolgreichste Künstlerin mit vier gewonnenen Preisen war Adele, die damit auch alle ihre Nominierungen gewann. Vier Nominierungen hatten auch Years & Years und James Bay.

## Liveauftritte

### The Brits Are Coming: Nominations Launch Party
Laura Whitmore moderierte die Nominierungsshow in den ITV Studios in London am 14. Januar 2016
| Künstler      | Lieder                       |
| ------------- | ---------------------------- |
| Jess Glynne   | Don't Be So Hard on Yourself |
| Years & Years | Eyes Shut                    |
| Jack Garratt  | Worry                        |
| Birdy         | Keeping Your Head Up         |

### Hauptshow
Während der Hauptshow wurde an den kurz zuvor gestorbenen britischen Musiker David Bowie erinnert. Der Block wurde von Annie Lennox eingeleitet. Bowies Studioband spielte ein Instrumental-Medley sowie den Song Life on Mars? mit der neuseeländischen Sängerin Lorde. Außerdem hielt der Schauspieler Gary Oldman eine emotionale Rede und nahm den ICON Award entgegen.
| Artist | Song |
| --- | --- |
| Coldplay | Hymn for the Weekend |
| Justin Bieber James Bay                                                                                           | Love Yourself Sorry |
| Jess Glynne | Ain't Got Far to Go Don't Be So Hard on Yourself Hold My Hand |
| James Bay | Hold Back the River |
| Rihanna SZA Drake                                                                                                 | Consideration Work |
| Little Mix | Black Magic |
| David Bowies Band: Earl Slick Gail Ann Dorsey Gerry Leonard Mike Garson Catherine Russell Sterling Campbell Lorde | Tribute to David Bowie Instrumental Medley: Space Oddity Rebel Rebel Let's Dance Ashes to Ashes Ziggy Stardust Fame Under Pressure Heroes Mit Lorde: Life on Mars? |
| The Weeknd | The Hills |
| Adele | When We Were Young |

## Gewinner und Nominierungen
Die 36. Verleihung der BRIT Awards fand am 24. Februar 2016 statt. Am 17. Dezember 2015 wurde bereits der Critics’ Choice Award für den vielversprechendsten Newcomer vergeben.
| British Male Solo Artist (präsentiert von Kylie Minogue) | British Female Solo Artist (präsentiert von Louis Tomlinson und Liam Payne) |
| --- | --- |
| - James Bay - Aphex Twin - Calvin Harris - Jamie xx - Mark Ronson | - Adele - Amy Winehouse - Florence + the Machine - Jess Glynne - Laura Marling |
| British Breakthrough Act (präsentiert von Nick Grimshaw und Cheryl Cole) | British Group (präsentiert von Simon Pegg) |
| - Catfish & the Bottlemen - James Bay - Jess Glynne - Wolf Alice - Years & Years | - Coldplay - Blur - Foals - One Direction - Years & Years |
| British Single of the Year (präsentiert von Suki Waterhouse und Simon Le Bon) | British Album of the Year (präsentiert von Mark Ronson) |
| - Adele – Hello - Calvin Harris & Disciples – How Deep Is Your Love - Ed Sheeran & Rudimental – Bloodstream - Ellie Goulding – Love Me like You Do - James Bay – Hold Back the River - Jess Glynne – Hold My Hand - Little Mix – Black Magic - Olly Murs feat. Demi Lovato – Up - Philip George – Wish You Were Mine - Years & Years – King | - Adele – 25 - Coldplay – A Head Full of Dreams - Florence + the Machine – How Big, How Blue, How Beautiful - James Bay – Chaos & the Calm - Jamie xx – In Colour |
| International Male Solo Artist (präsentiert von Major Lazer) | International Female Solo Artist (präsentiert von Fleur East und Craig David) |
| - Justin Bieber - Drake - Father John Misty - Kendrick Lamar - The Weeknd | - Björk - Ariana Grande - Courtney Barnett - Lana Del Rey - Meghan Trainor |
| International Group (präsentiert von Jourdan Dunn und Henry Cavill) | British Video (präsentiert von Alan Carr und Lianne La Havas) |
| - Tame Impala - Alabama Shakes - Eagles of Death Metal - Major Lazer - U2 | - One Direction – Drag Me Down - Adele – Hello - Calvin Harris & Disciples – How Deep Is Your Love - Ellie Goulding – Love Me like You Do - Jessie J – Flashlight - Little Mix – Black Magic - Naughty Boy feat. Beyoncé & Arrow Benjamin – Runnin’ (Lose It All) - Sam Smith – Writing’s on the Wall - Years & Years – King |
| Critics’ Choice | British Producer of the Year |
| - Jack Garratt - Izzy Bizu - Frances | - Charlie Andrew - Mark Ronson - Mike Crossey - Tom Dalgety |
| BRITs Global Success (präsentiert von Timothy Peake) | BRITs Icon Award (präsentiert von Annie Lennox) |
| - Adele | - David Bowie (entgegengenommen von Gary Oldman) |